# 越村江莉
越村 江莉（こしむら えり、1982年9月16日 - ）は、日本のモデル、ローカルタレント。
石川県金沢市出身。星稜女子短期大学卒業。アドバンス社所属。

## 出演番組

### 現在
- ノコトラジオ（2025年3月31日 - 、北陸放送）- 月曜〜木曜メインパーソナリティー

### 過去
- 元祖シネマホリック（北陸放送）
- おかえりなさ〜い（福井テレビ）
- おかサタcafe（福井テレビ）
- シネマニアプラス（福井テレビ）
- まちスタ330（金沢ケーブルテレビネット）
- 石川さん情報Live リフレッシュ（石川テレビ）
- えりりん・レオのOVER THE MOON（2025年1月9日 - 3月27日、北陸放送）

## CM出演
- パナソニック エオリア（2018年 - ）- 寒冷地エアコンの石川県向けCMに出演[2]。
- 県民共済
- 秀光ビルド